# Supernova (programa de televisión de Letonia)
Supernova es un programa de entretenimiento de Letonia creado por el distribuidor letón, LTV. Es usado como plataforma para seleccionar al representante del país en el Festival de Eurovisión.
Supernova comenzó en 2015, reemplazando a la anterior selección nacional,  Dziesma. Su primera ganadora, Aminata Savadogo volvió a llevar a Letonia a la final de Eurovisión por primera vez desde  2008, obteniendo su mejor resultado desde 2005 y su cuarto mejor puesto en toda su historia eurovisiva.

## Ganadores
| Año  | Canción         | Artista(s)     | Eurovisión      | Eurovisión      | Eurovisión | Eurovisión |
| Año  | Canción         | Artista(s)     | Final           | Puntos          | Semifinal  | Puntos     |
| ---- | --------------- | -------------- | --------------- | --------------- | ---------- | ---------- |
| 2015 | "Love Injected" | Aminata        | 6               | 186             | 2          | 155        |
| 2016 | "Heartbeat"     | Justs          | 15              | 132             | 8          | 132        |
| 2017 | "Line"          | Triana Park    | No se clasificó | No se clasificó | 18         | 21         |
| 2018 | "Funny Girl"    | Laura Rizzotto | No se clasificó | No se clasificó | 12         | 106        |
| 2019 | "That night"    | Carousel       | No se clasificó | No se clasificó | 15         | 50         |

## Ediciones

### Supernova 2015
Supernova 2015 consistió en dos presentaciones introductorias, dos series, una semifinal y una final. Los dos programas de presentación tuvieron lugar los días 18 y 25 de enero de 2015; las dos series, los días 1 y 8 de febrero; la semifinal, el día 15 de febrero; y la final, el 22 de febrero de 2015. La edición comenzó con 20 participantes; sin embargo, sólo 4 llegaron a la final, donde Aminata y su canción "Love Injected" se alzaron con la victoria. Una combinación de votaciones por parte del jurado y votación del público decidió los participantes clasificados para las semifinales y la final; sin embargo, el ganador final fue decidido exclusivamente a partir del voto del público.
| Orden | Artista(s)  | Canción         | Votos    | Votos    | Total | Lugar |
| Orden | Artista(s)  | Canción         | Internet | Televoto | Total | Lugar |
| ----- | ----------- | --------------- | -------- | -------- | ----- | ----- |
| 1     | Aminata     | "Love Injected" | 8319     | 14017    | 22336 | 1     |
| 2     | MNTHA       | "Nefelibata"    | 3010     | 7352     | 10362 | 4     |
| 3     | ElektroFolk | "Sundance"      | 2803     | 7971     | 10774 | 3     |
| 4     | Markus Riva | "Take Me Down"  | 5818     | 9932     | 15750 | 2     |

### Supernova 2016
Supernova 2016, al igual que el año anterior, consistió en dos presentaciones introductorias, dos series, una semifinal y una final. las presentaciones tuvieron lugar los días 24 y 31 de enero de 2016; las series se celebraron los días 7 y 14 de febrero; la semifinal, el día 21  de febrero; y la final, el día 28 de febrero de 2016. Tanto los artistas como las canciones participantes fueron reveladas durante el segundo show de presentación. La edición comenzó con 20 participantes, de los que solo 4 llegaron a la final, donde Justs y su canción "Heartbeat" lograron el triunfo. También como el año anterior, las series clasificatorias y la semifinal se decidieron por el voto conjunto de jurado y público; mientras que la final se decidió exclusivamente mediante el voto del público.
| Orden | Artista(s)   | Canción               | Votos    | Votos    | Total | Lugar |
| Orden | Artista(s)   | Canción               | Internet | Televote | Total | Lugar |
| ----- | ------------ | --------------------- | -------- | -------- | ----- | ----- |
| 1     | Catalepsia   | "Damnation"           | 5393     | 13521    | 18914 | 2     |
| 2     | MyRadiantU   | "We Will Be Stars"    | 2432     | 4219     | 6651  | 3     |
| 3     | Justs        | "Heartbeat"           | 8995     | 11730    | 20725 | 1     |
| 4     | Marta Ritova | "Not From This World" | 1869     | 3172     | 5041  | 4     |

### Supernova 2017
Por tercer año, Supernova 2017 consistió en dos shows introductorios, dos series, una semifinal y una final. Las presentaciones tuvieron lugar los días 22 y 29 de enero de 2017; las series, los días 5 y 12 de febrero; la semifinal, el día 19 de febrero; y la final, el día 26 de febrero de 2017. Tanto los artistas como las canciones participantes fueron anunciadas el 13 de enero de 2017. Las series comenzaron con 22 participantes, llegando sólo 4 de ellos a las final. En ella, Triana Park y su canción "Line" fueron declarados ganadores de la edición. Los votos del jurado y del público decidieron las clasificados para la semifinal y la final, mientras que sólo los votos del público decidieron el ganador en la final.
| Orden | Artista(s)       | Canción                | Voto del público | Voto del público | Voto del público | Voto del público | Lugar |
| Orden | Artista(s)       | Canción                | Online           | Televoto/SMS     | Spotify          | Total            | Lugar |
| ----- | ---------------- | ---------------------- | ---------------- | ---------------- | ---------------- | ---------------- | ----- |
| 1     | Santa Daņeļeviča | "Your Breath"          | 9.29%            | 13.71%           | 15.83%           | 12.94%           | 4     |
| 2     | The Ludvig       | "I'm in Love With You" | 15.24%           | 12.76%           | 28.95%           | 18.98%           | 2     |
| 3     | My Radiant You   | "All I Know"           | 14.73%           | 15.66%           | 19.15%           | 16.52%           | 3     |
| 4     | Triana Park      | "Line"                 | 60.74%           | 57.87%           | 36.07%           | 51.56%           | 1     |

### Supernova 2018
Supernova 2018 consistió en 2 shows introductorios y cuatro rondas competitivas. 21 artistas compitieron en esta edición, que estuvo formada por 3 semifinales y una final; los 2 mejores de cada semifinal y el mejor tercero de las semifinales se clasificaron para la final (para un total de siete artistas). La primera semifinal tuvo lugar el 3 de febrero, mientras que la segunda y tercera semifinales tuvieron lugar los días 10 y 17 de febrero de 2018, respectivamente. Durante la segunda semifinal se detectaron errores técnicos en el voto, lo que hizo que finalmente el número de artistas en la final fuera de 8. En la final, que se celebró el día 24 de febrero, Laura Rizzotto resultó ganadora de la competición después de que su canción Funny Girl consiguiera el número más alto de votos por parte del público.
| Orden | Artista(s)     | Canción           | Televoto | Voto del jurado | Voto por Internet | Spotify | Total | Lugar |
| ----- | -------------- | ----------------- | -------- | --------------- | ----------------- | ------- | ----- | ----- |
| 1     | Sudden Lights  | "Just Fine"       | 1563     | 2               | 2357              | 28%     | 4     | 2     |
| 2     | Ritvars        | "Who's Counting?" | 488      | 4               | 490               | 11%     | 10    | 4     |
| 3     | MADARA         | "Esamība"         | 1490     | 3               | 2785              | 18%     | 7     | 3     |
| 4     | Liene Greifane | "Walk the Talk"   | 398      | 8               | 800               | 7%      | 13    | 7     |
| 5     | Lauris Valters | "Lovers Bliss"    | 285      | 6               | 366               | 5%      | 14    | 8     |
| 6     | Edgars Kreilis | "Younger Days"    | 413      | 5               | 781               | 9%      | 12    | 6     |
| 7     | Laura Rizzotto | "Funny Girl"      | 2956     | 1               | 5172              | 12%     | 2     | 1     |
| 8     | Markus Riva    | "This Time"       | 2321     | 7               | 2839              | 10%     | 10    | 5     |

### Supernova 2019
Supernova 2019 consistió en 2 semifinales y una final. 16 artistas compitieron en esta edición; los 4 mejores de cada semifinal se clasificaron para la final. La primera semifinal tuvo lugar el 26 de enero, mientras que la segunda tuvo lugar el 2 de febrero de 2018. En la final, que se celebró el día 16 de febrero, Carousel consiguió el triunfo después de que su canción That Night consiguiera la puntuación más alta, tras contar los votos del jurado y los del público. En esta ocasión, el voto del público se calculó a partir del televoto, el voto por internet, las reproducciones de usuarios únicos de spotify y el voto en directo en el centro comercial "Alfa".
| Orden | Artista(s)                  | Canción                   | Voto del jurado | Público  | Público           | Público | Público | Público | Total | Lugar |
| Orden | Artista(s)                  | Canción                   | Voto del jurado | Televoto | Voto por Internet | Spotify | Alfa    | Total   | Total | Lugar |
| ----- | --------------------------- | ------------------------- | --------------- | -------- | ----------------- | ------- | ------- | ------- | ----- | ----- |
| 1     | Markus Riva                 | "You Make Me So Crazy"    | 5               | 23,86%   | 17,38%            | 24,48%  | 42,25%  | 1       | 6     | 2     |
| 2     | Edgars Kreilis              | "Cherry Absinthe"         | 4               | 3,68%    | 3,53%             | 6,30%   | 1,94%   | 7       | 11    | 6     |
| 3     | Aivo Oskis                  | "Somebody's Got My Lover" | 8               | 1,22%    | 0,85%             | 12,00%  | 1,94%   | 8       | 16    | 8     |
| 4     | Double Faced Eels           | "Fire"                    | 3               | 5,44%    | 8,64%             | 39,46%  | 11,24%  | 4       | 7     | 4     |
| 5     | Dziļi Violets feat. Kozmens | "Tautasdziesma"           | 7               | 13,46%   | 17,88%            | 4,59%   | 17,05%  | 3       | 10    | 5     |
| 6     | Laime Pilnīga               | "Awe"                     | 2               | 18,33%   | 14,85%            | 4,80%   | 6,20%   | 5       | 7     | 3     |
| 7     | Samanta Tīna                | "Cutting the Wire"        | 6               | 8,73%    | 10,61%            | 3,80%   | 10,85%  | 6       | 12    | 7     |
| 8     | Carousel                    | "That Night"              | 1               | 25,28%   | 26,26%            | 4,57%   | 8,53%   | 2       | 3     | 1     |